# Kulin (ban)
Pour les articles homonymes, voir Kulin (homonymie).
Kulin (né avant 1163 - mort en 1204)  fut ban de Bosnie de 1180 à 1204. Il fut d'abord un vassal de l'Empire byzantin puis, après un retournement d'alliance, un vassal du Royaume de Hongrie. Il fut désigné comme ban par l'empereur byzantin Manuel Ier Comnène. Il est le fondateur de la dynastie des Kulinić. 

## Biographie
L'influence de Kulin s'exerça en Bosnie à partir de 1163 lorsqu'il servit l'empereur byzantin Manuel Ier Comnène qui était en train de reprendre la région aux Hongrois qui la contrôlaient. Il fut officiellement désigné comme ban en 1180, titre qui faisait de lui un vassal de l'empereur. 
Cependant, en 1183, après la mort de Manuel Ier (1180), Kulin s'allia au roi de Hongrie Béla III qui attaqua l'Empire byzantin avec les Serbes dirigés par Stefan Nemanja. Béla III refusait de reconnaître le nouvel empereur Andronic Comnène. À l'est de la Serbie, les alliés rencontrèrent peu de résistance en raison du fait que les armées grecques étaient désunies, les unes, commandées par Alexis Branas soutenant le nouvel empereur, les autres, commandées par Andronic Lapardes s'opposant à lui. Les Byzantins furent ainsi chassé de la vallée de la Morava et les alliés purent atteindre Sofia et attaquer Belgrade, Braničevo, Ravno, Niš et Sofia elle-même. À l'époque de Kulin, la Bosnie englobait les régions de Vrhbosna, Usora, Soli (Tuzla), de Donji Kraji et de Rama.
Le règne de Kulin fut marqué par les questions religieuses. Les bogomiles, chassés de Serbie par les Nemanjić, vinrent s'installer en Bosnie et y fondèrent un foyer qui prit rapidement de l'essor. Ces derniers furent tolérés par le ban. Le roi de Dioclée (Zeta) Vukan Nemanjić écrivit au pape une lettre datée du 8 janvier 1199, où il accusait le ban d'hérésie. Selon lui, Kulin, sa femme et sa sœur (la veuve du prince Miroslav) avaient abandonné le christianisme pour le bogomilisme en même temps que 10 000 de leurs sujets et le ban avait accordé sa protection à des bogomiles bannis de Split et de Trogir. Les gouvernants catholiques hongrois et orthodoxes serbes, souhaitant s'emparer de la Bosnie, déclarèrent au pape que Kulin voulait faire du bogomilisme une religion d'État. Dès lors, le pape Innocent III y prêcha croisade. En réponse à ces pressions, Kulin organisa un congrès à Bilino Polje le 8 avril 1203, en présence d'émissaires du pape, dont Jean de Kazémaris, le légat pontifical pour la péninsule balkanique. Kulin y déclara officiellement son allégeance à l'Église catholique romaine. Cette déclaration parut à certains, notamment Vukan, comme purement politique et destinée à éviter la guerre en Bosnie. Furieux, le prince Vukan demanda au pape d'ordonner au roi de Hongrie d'extirper l'hérésie de Bosnie. Entre 1202 et 1204, Kulin soutint le roi de Serbie Stefan Nemanjić dans ses luttes contre Vukan.
À la fin de son règne, en 1204, un certain Kotroman l'Allemand arriva en Bosnie ; il était un descendant de Kotroman le Goth qui était un familier du ban Borić, le premier ban connu de Bosnie. Ce Kotroman s'installa en Bosnie et il allait devenir le fondateur de la dynastie des Kotromanić, qui allait succédé à celle des Kulinić. Le ban Kulin mourut en 1204 et son fils Stjepan lui succéda.

## La charte de Kulin

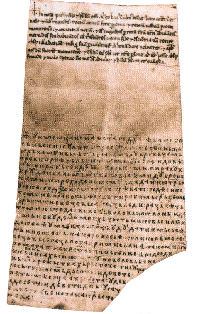
La charte de Kulin

La charte de Kulin, signée le 29 août 1189 est considérée comme l'acte de naissance symbolique de l'État bosnien. Elle est le premier document écrit évoquant les frontières de la Bosnie, qui s'étendait alors entre la Drina, la Save et l'Una) ; elle évoque également l'organisation politique du pays. Il s'agit en fait d'un accord commercial entre la Bosnie et la République de Dubrovnik, rédigé en Bosančica (cyrillique médiéval bosnien).

## Parenté
La sœur de Kulin était mariée au frère du prince Stefan Nemanja, Miroslav, prince de Zachlumie.